# 小市民 (嘉門達夫の曲)
「小市民」（しょうしみん）は、嘉門タツオ（旧名・嘉門達夫）の通算7枚目のシングル。1988年9月1日に日本コロムビアから発売された。

## 解説
日本人が日常生活の中で何気なくやってしまう事、分かっていてもやめられない言動や行動などを綴った内容となっており、嘉門が得意とするあるあるネタにおけるヒットソングのひとつである。そのコミカルな歌詞とは裏腹に、メロディは優しい曲調に仕上がっている。歌は、スーパー・エキセントリック・シアター所属の小倉久寛とのデュエット。
3万枚の売上を記録した。

## 収録曲
全曲作詞・作曲：嘉門達夫
1. 小市民
  - 編曲：渡辺茂樹
2. ほっといてくれよ!
  - 編曲：新田一郎

## シリーズ作品
小市民2（1989年）
8枚目のシングルとして1989年3月21日に発売。前作「小市民」の歌詞を入れ替えたニューバージョン。引き続き小倉久寛がゲスト参加している。シングルと「小市民宣言」のバージョンとは違っており、シングルバージョンはベスト・アルバム『嘉門達夫ゴールデン☆ベスト〜オールシングルス&爆笑セレクション 1983-1989〜』とCD-BOX『嘉門達夫豪華盤〜Columbia years〜』の『小市民大全集』にボーナストラックとして収録されている。
小市民 授業・給食篇/遠足篇/運動会篇/グッズ篇/食生活篇/乗り物篇/お酒篇/夜の生活篇/結婚式篇/会話篇（1989年）
小市民・小市民2を含むミニアルバム『小市民大全集』に収録。全曲メドレー形式となっている。
帰ってきた小市民（1989年）
アルバム『バルセロナ』に収録。他のものとは曲調が異なる（発売禁止になった「一発屋ブルース」に似た曲調になっている）。
小市民（こどもの日ヴァージョン）（1994年）
シングル「WE ARE ROCKMAN」のカップリング曲。
小市民21（2003年）
アルバム『達人伝説』に収録。
小市民2007（2007年）
アルバム『「これさえあればゴハン何杯でもたべられる」と言って2杯で限界になっているアナタへ』に収録。
小市民（2008年）
アルバム『TATSUO KAMON 25th anniversary SELF COVER BEST!』に収録。デビュー25周年を記念した本人による1988年オリジナル版のセルフカバー。
小市民〜受験生篇〜（2010年）
シングル「さくら咲く」のカップリング曲。
小市民〜コロナに負けるな！篇〜（2020年）
嘉門のYouTubeチャンネルで発表。